# Краюв (Нижньосілезьке воєводство)
Краюв (пол. Krajów) — село в Польщі, у гміні Кротошиці Леґницького повіту Нижньосілезького воєводства.
Населення — 150 осіб (2011).
У 1975-1998 роках село належало до Легницького воєводства.

## Демографія
Демографічна структура станом на 31 березня 2011 року:
|          | Загалом | Допрацездатний вік | Працездатний вік | Постпрацездатний вік |
| -------- | ------- | ------------------ | ---------------- | -------------------- |
| Чоловіки | 75      | 18                 | 51               | 6                    |
| Жінки    | 75      | 8                  | 45               | 22                   |
| Разом    | 150     | 26                 | 96               | 28                   |